# Підгруздок чорніючий
Підгруздок чорніючий (Russula nigricans) — вид грибів роду сироїжка (Russula) з родини сироїжкових — Russulaceae. Сучасну біномінальну назву надано у 1838 році.

## Будова

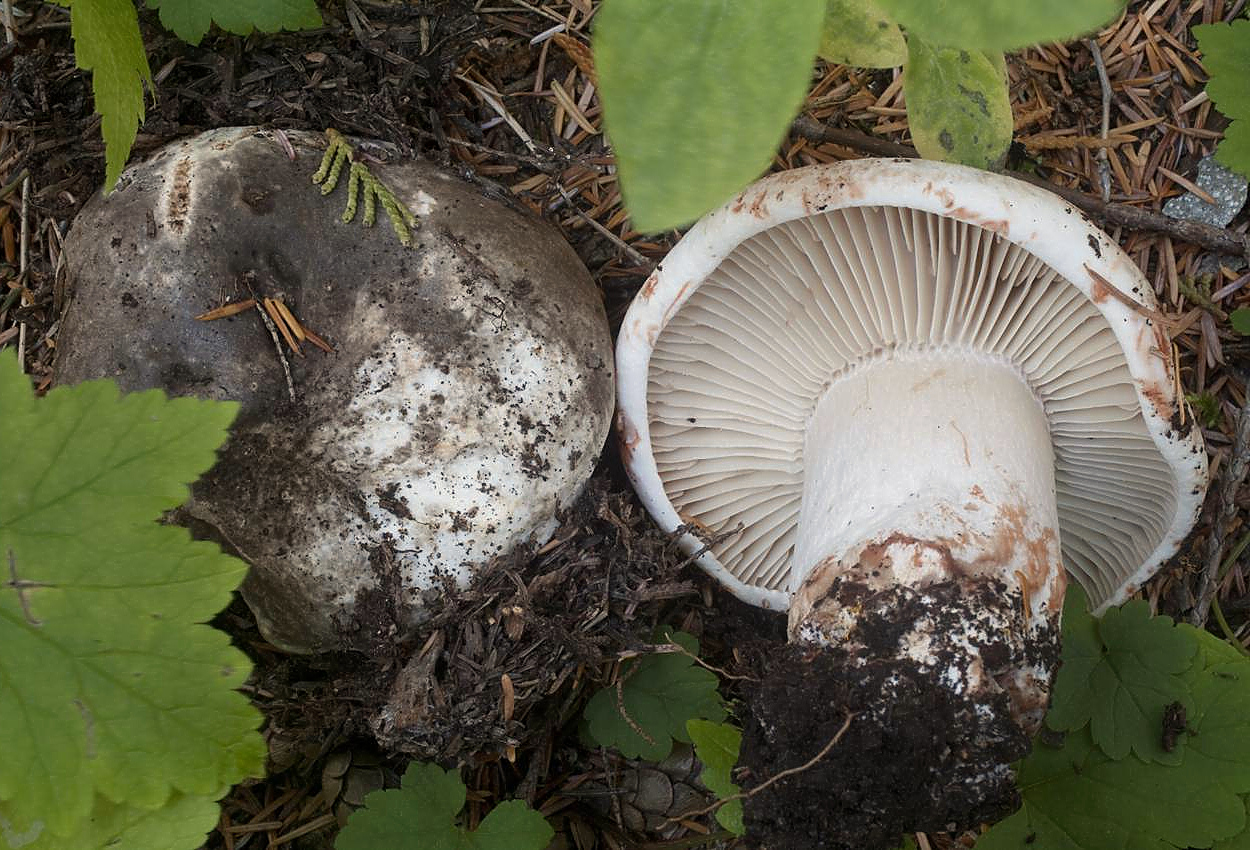
Вид гриба згори і знизу

Гриб із ламким плодовим тілом, на зламі червоніє, а у старих чорніє. Білуваті до сірого шапинка та ніжка стають чорними з віком. Почорніла шапинка може довго зберігатися. Пластини густі з короткими пластинками між ними. Спори білі.

## Життєвий цикл
Плодові тіла з'являються у червні–жовтні.

## Поширення та середовище існування
Поширений у мішаних та широколистяних лісах.

## Практичне використання
Їстівний гриб, але не дуже смачний. Схожий на валуй.